# Ligerz
Ligerz (toponimo tedesco; in francese Gléresse) è un comune svizzero di 566 abitanti del Canton Berna, nella regione del Seeland (circondario di Bienne).

## Geografia fisica
Ligerz è affacciato sul Lago di Bienne.

## Monumenti e luoghi d'interesse

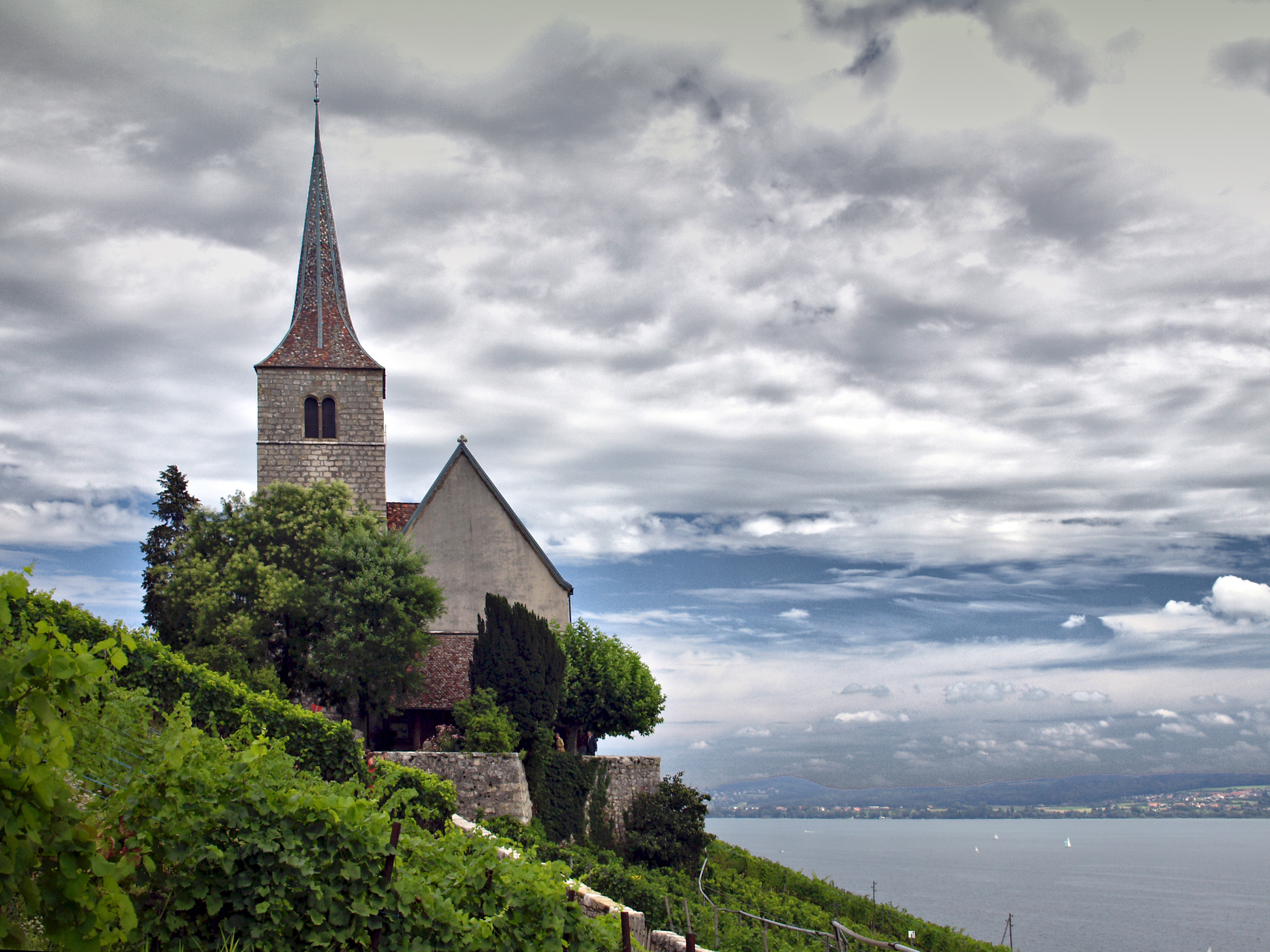
La chiesa riformata

- Chiesa riformata, eretta nel 1483 e ricostruita nel 1520-1526[1].

## Società

### Evoluzione demografica
L'evoluzione demografica è riportata nella seguente tabella:
Abitanti censiti

### Lingue e dialetti
Prevalentemente francofono fino al XVIII secolo, oggi Ligerz è un comune bilingue; lingua ufficiale è il tedesco.

## Infrastrutture e trasporti

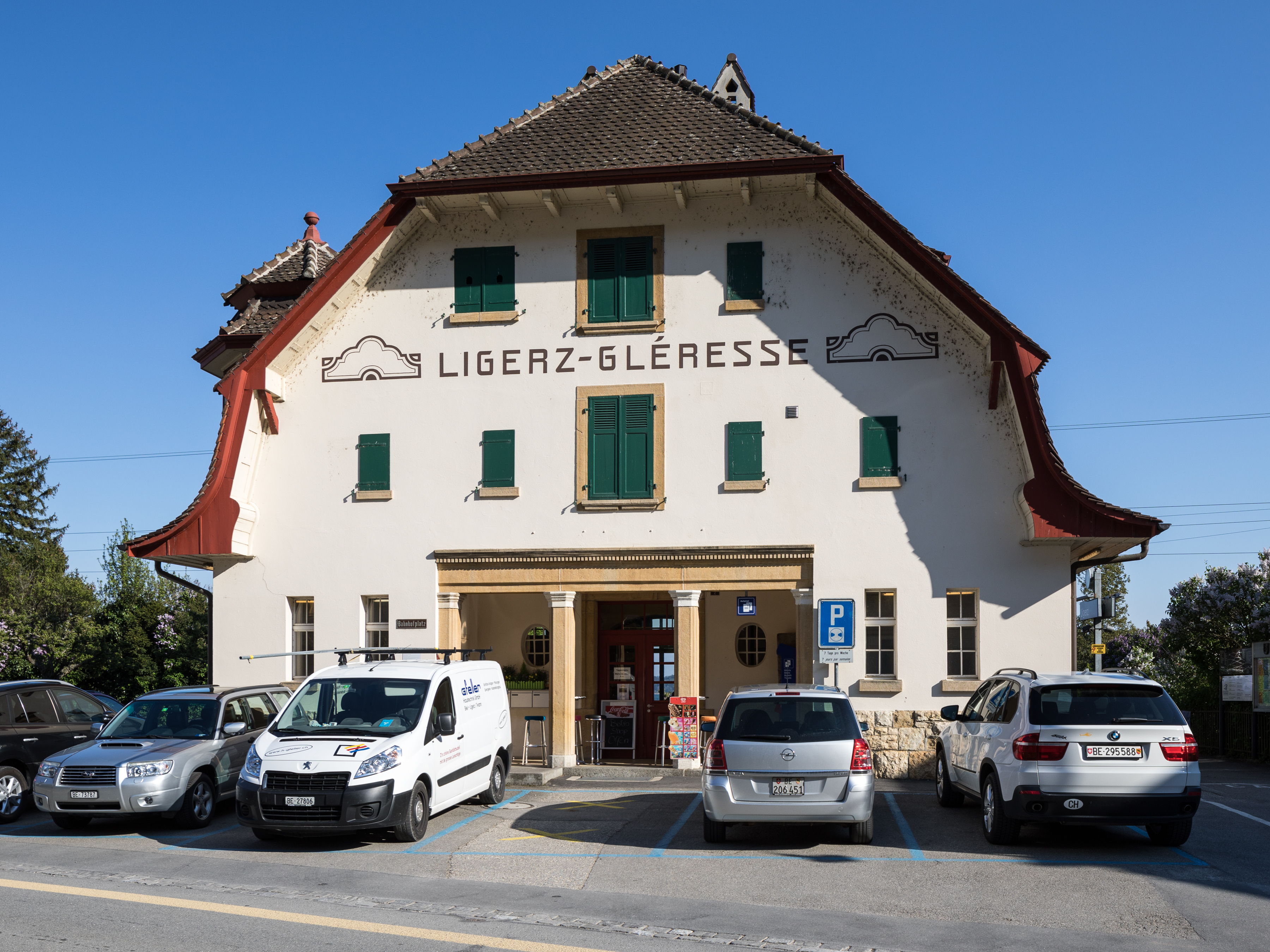
La stazione di Ligerz

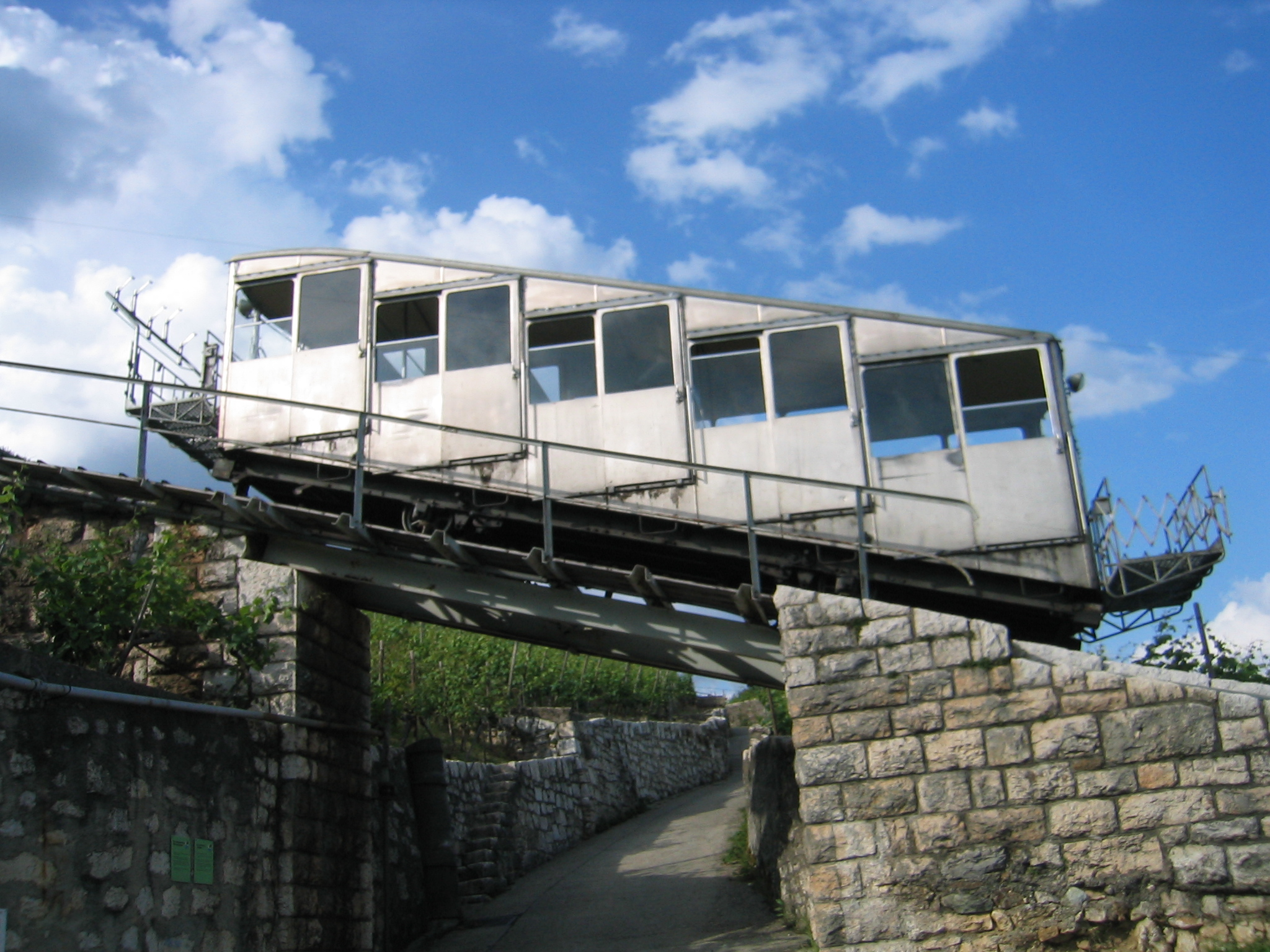
La funicolare Tessenbergbahn

Ligerz è stata servita sino al dicembre 2024 dall'omonima stazione sulla ferrovia Losanna-Olten ed è collegato a Prêles dalla funicolare Tessenbergbahn, aperta nel 1912.

## Amministrazione
Ogni famiglia originaria del luogo fa parte del cosiddetto comune patriziale e ha la responsabilità della manutenzione di ogni bene comune.